# Romeo & Juliet (2013)
Romeo & Juliet is een romantische dramafilm uit 2013 onder regie van Carlo Carlei. De film ging in Groot-Brittannië in première op 11 oktober 2013 en is gebaseerd op de tragedie Romeo en Julia van William Shakespeare. Zoals in veel eerdere filmbewerkingen werd hierbij de poëtische taal uit Shakespeares werk ook in de film gebruikt.

## Verhaal
Het verhaal gaat over de geliefden Romeo Montague en Juliet Capulet. Hun twee families zijn elkaar vijandig gezind. Romeo breekt op aanraden van zijn neef in bij huize capulet om deel te nemen aan het gemaskerd bal, Daar ziet hij de mooie Juliet. Het is liefde op het eerste gezicht. Later in de avond gaat Romeo naar de tuin van Juliet, waar ze elkaar de liefde verklaren.
Echter wordt Juliet - tegen haar zin - uitgehuwelijkt aan prins Paul. De dag na haar ontmoeting met Romeo moet ze met Paul trouwen. Om dit huwelijk te voorkomen, gaat juliet naar de monnik waarna ze een elixer meekrijgt  waardoor het na inname voor 26 lijkt dat ze dood is. De monnik belooft een boodschapper te sturen naar Romeo, die op dat moment in een nabijgelegen stad verkeert, om de list uit te leggen. Romeo was ondertussen namelijk verbannen door de prins, omdat hij Tybalt, de neef van Juliet, vermoord had. echter, voordat de boodschapper kan aankomen, komt er al een (onwetende) vriend van Romeo met de boodschap dat Juliet dood is.
Romeo gaat richting het graf waar Juliet ligt en koopt onderweg een giftig elixer waarmee hij zichzelf van het leven kan beroven. Eenmaal aangekomen, wordt hij geconfronteerd met de prins, die hij doodt. wanneer hij de schijnbaar dode juliet aantreft rouwt hij en neemt hij het elixer in, waarop Juliet plots ontwaakt. In haar armen sterft Romeo. juliet steekt zichzelf uit liefdesverdriet neer met het wapen van romeo. Ze worden tegelijkertijd begraven en bij deze gelegenheid sluiten de families Montague en Capulet vrede met elkaar.

## Rolverdeling
- Douglas Booth als Romeo Montague
- Hailee Steinfeld als Juliet Capulet
- Damian Lewis als Lord Capulet
- Kodi Smit-McPhee als Benvolio Montague
- Ed Westwick als Tybalt
- Paul Giamatti als Friar Lawrence
- Lesley Manville als Min
- Christian Cooke als Mercutio
- Stellan Skarsgård als Prins Escalus van Verona
- Natascha McElhone als Lady Capulet
- Tom Wisdom als Graaf Paris
- Leon Vitali als Apotheker
- Laura Morante als Lady Montague
- Nathalie Rapti Gomez als Rosaline Capulet
- Tomas Arana als Lord Montague